# Грачаница (град)
Грачаница је градско насеље и сједиште истоимене јединице локалне самоуправе у сјевероисточном делу Босне и Херцеговине, саставни дио Тузланског кантона. Према прелиминарним подацима пописа становништва 2013. године, у Грачаници је пописано 12.882 лица. Овде се налази црква Светог Вазнесења Господњег.

## Историја
Грачаница се по први пут спомиње у османлијским изворима 1528. године. Насеље је припадало нахији Соко, и било је познато по руднику гвожђа. Центар нахије Соко представљала је средњовековна тврђава Соко, која се налази на око 4 км од града.
Првобитно насеље Грачаница се налазило на садашњем локалитету дела града Драфнићи, а статус града (касабе) стекло је 1548. године. Значајнији развој доживљава крајем 17. века, у доба Ахмед-паше Будимлије, који је изградио чаршијску џамију, хамам (јавно купатило) и сахат кулу.
У 18. веку изграђен је и водовод. Грачаница је била изразито трговачко место, са нешто већом чаршијом. Године 1879. било је у њој 613 кућа и 3012 становника. Грачаница је 1878. имала пошту, а основну школу 1887.

## Становништво
|                      | 2013.           | 1991.            | 1981.           | 1971.           |
| Укупно               | 12 882 (100,0%) | 12 712 (100,0%)  | 12 103 (100,0%) | 9 477 (100,0%)  |
| Бошњаци              | 12 031 (93,39%) | 10 282 (80,88%)1 | 9 604 (79,35%)1 | 8 225 (86,79%)1 |
| Босанци              | 270 (2,096%)    | –                | –               | –               |
| Срби                 | 131 (1,017%)    | 1 169 (9,196%)   | 1 000 (8,262%)  | 934 (9,855%)    |
| Роми                 | 109 (0,846%)    | –                | –               | –               |
| Неизјашњени          | 88 (0,683%)     | –                | –               | –               |
| Муслимани            | 54 (0,419%)     | –                | –               | –               |
| Босанци и Херцеговци | 53 (0,411%)     | –                | –               | –               |
| Хрвати               | 49 (0,380%)     | 47 (0,370%)      | 67 (0,554%)     | 99 (1,045%)     |
| Непознато            | 49 (0,380%)     | –                | –               | –               |
| Остали               | 22 (0,171%)     | 314 (2,470%)     | 104 (0,859%)    | 71 (0,749%)     |
| Албанци              | 17 (0,132%)     | –                | 5 (0,041%)      | 7 (0,074%)      |
| Словенци             | 3 (0,023%)      | –                | 1 (0,008%)      | 2 (0,021%)      |
| Македонци            | 2 (0,016%)      | –                | 6 (0,050%)      | 6 (0,063%)      |
| Југословени          | 1 (0,008%)      | 900 (7,080%)     | 1 284 (10,61%)  | 98 (1,034%)     |
| Црногорци            | 1 (0,008%)      | –                | 31 (0,256%)     | 34 (0,359%)     |
| Турци                | 1 (0,008%)      | –                | –               | –               |
| Православци          | 1 (0,008%)      | –                | –               | –               |
| Мађари               | –               | –                | 1 (0,008%)      | 1 (0,011%)      |

1. 1 На пописима од 1971. до 1991. Бошњаци су пописивани углавном као Муслимани.

## Градови пријатељи
- Флери лез Обре
- Формија
- Пљевља